# 녹야
"녹야"(중국어: 绿夜)는 2023년 개봉한 중국의 드라마 영화이다. 한슈아이가 감독과 공동각본을 맡았다. 제73회 베를린 국제 영화제(2023년)에서 전 세계 최초로 공개되었다.

## 출연진

### 주연
- 판빙빙 - 진샤 역
- 이주영 - 초록머리여자 역

### 조연
- 김영호 - 이승훈 역
- 김민귀 - 동 역